# Jevgenij Sjevtjuk
Jevgenij Vasiljevitj Sjevtjuk (ryska: Евге́ний Васи́льевич Шевчу́к, moldaviska kyrilliska: Евгений Василиевич Шевчук, rumänska: Evgheni Vasilievici Șevciuk, ukrainska: Євге́н Васи́льович Шевчу́к, Jevhen Vasylovytj Sjevtjuk), född 19 juni 1968 i Rybnitsa, Moldaviska SSR, Sovjetunionen (nuvarande Rîbniţa, Transnistrien (de facto), Moldavien (de jure)), är en transnistrisk politiker och nationalekonom. Han var Transnistriens president den 30 december 2011–16 december 2016.

## Fotnoter
1. ↑  På ryska: Евге́ний Васи́льевич Шевчу́к, Jevgenij Vasiljevitj Sjevtjuk (används i Transnistrien (de facto)).
2. ↑  På moldaviska kyrilliska: Евгений (Еуӂен och Еуӂениу) Василиевич Шевчук (används i Transnistrien (de facto)).
3. ↑  På rumänska: Evgheni (Eugen, Eugeniu och Evghenii) Vasilievici Șevciuk (Şevciuc, Şevciuk och Șevciuc) (används i Moldavien).
4. ↑  På ukrainska: Євге́н (Євге́ній) Васи́льович Шевчу́к, Jevhen (Jevhenij) Vasylovytj Sjevtjuk (används i Transnistrien (de facto)).